# آنجانگووراترا
آنجانگووراترا (به لاتین: Anjangoveratra) یک منطقهٔ مسکونی در ماداگاسکار است که در سامباوا واقع شده‌است. آنجانگووراترا ۱۶٬۰۰۰ نفر جمعیت دارد.